# Station Attadale
Station Attadale (Engels: Attadale railway station) is het spoorwegstation van de Schotse plaats Attadale. Het station ligt aan de Kyle of Lochalsh Line en is geopend in 1880.